# Kościerzyna
Kościerzynaⓘ (nome adicional em cassúbio: Kòscérzna; em alemão: Berent, anteriormente, Bern) é um município localizado no norte da Polônia. Pertence à voivodia da Pomerânia, no condado de Kościerzyna.
Estende-se por uma área de 15,9 km², com 23 353 habitantes, segundo o censo de 31 de dezembro de 2024, com uma densidade populacional de 1 472 hab./km².

## Localização

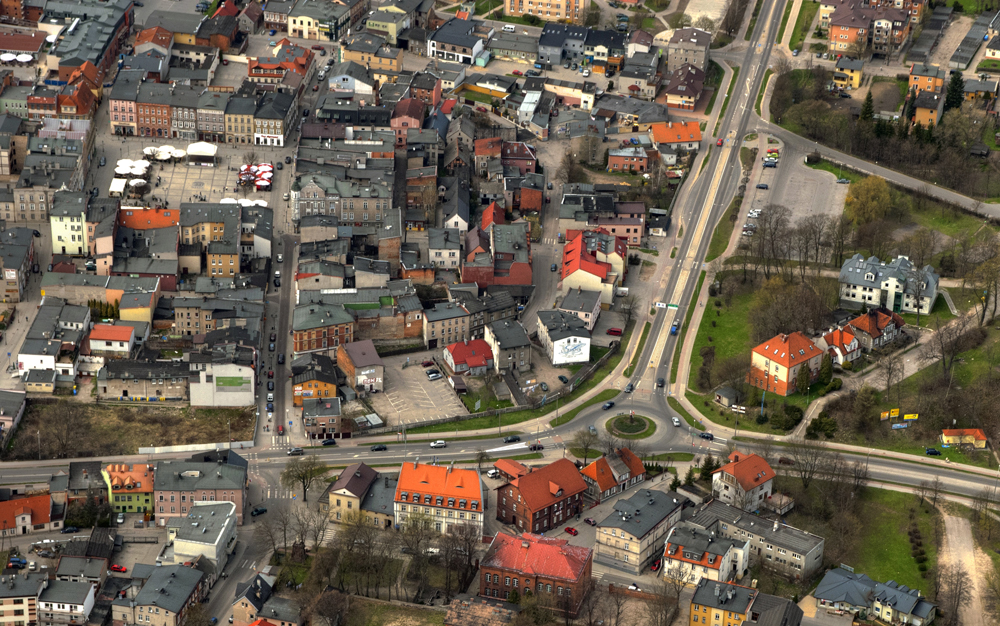
Vista aérea de Kościerzyna

Kościerzyna fica na parte sul da região do lago Cassúbio, na Cassúbia, 150 m acima do nível do mar. É cercada pelos lagos Gałęźne, Kapliczne e Wierzysko; os lagos Garczyn, Sudomie e Osuszyno também estão próximos. Graças às suas qualidades cênicas, a cidade é um centro turístico popular.
No centro, há a colina Princesa Gertrudes.
A cidade está localizada na interseção da estrada nacional n.º 20, da estrada provincial n.º 214 e da estrada provincial n.º 221. Kościerzyna também é um entroncamento ferroviário onde convergem as linhas Nowa Wieś Wielka — Porto de Gdynia, Kościerzyna — Chojnice e a linha desativada Pszczolki — Kościerzyna.

## Estrutura da área
Segundo dados de 2023, Kościerzyna tem uma área de 15,9 km², da qual 55% são terras agrícolas e 5% são terras florestais.
A cidade ocupa 1,36% da área do condado.

### Distritos e conjuntos habitacionais
Cegielnia, Flokusy, Markubowo, Osada Leśna, Osiedle Marii Curie Skłodowskiej, Osiedle Plebanka, Osiedle Rogali, Osiedle Tysiąclecia, Osiedle Za Dworcem, Osiedle Świerkowa, Plebanka, Szydlice, Wierzysko e Osiedle Zachód (habitação TBS).

## História
As origens da cidade remontam ao final do século XIII. Inicialmente, era um assentamento localizado próximo a um castro fortificado. Os direitos de cidade lhe foram concedidos em 1398.
Há muitas histórias interessantes relacionadas à história da cidade. Uma delas diz respeito ao brasão de armas de Kościerzyna, que mostra um urso sob um carvalho. Urso — porque, segundo a lenda, séculos atrás esse animal assediou os habitantes de um assentamento localizado no território da cidade atual. A poderosa fera era o terror da região. Ele matava as pessoas que encontrava na floresta com um golpe de suas fortes patas, espalhando o terror por toda parte. Até que o filho de um corajoso ferreiro encontrou um temerário que decidiu pôr fim à vida da fera. Levando sua lança e escudo para as profundezas da floresta, ele lutou com o urso até a morte.
Os vestígios do passado da cidade preservados em documentos datam de 1284, quando “Costerina”, com 21 outras aldeias na terra de “Dirsoua” (Tczew), foi concedida pelo duque pomerano Mściwój II à princesa Gertrudes — a filha mais nova do duque Sambor II de Tczew.
As datas importantes na época de sua sujeição aos Cavaleiros Teutônicos são as seguintes: 1346 — incorporação da aldeia de Kościerzyna sob a Lei de Chełmno e 1398 — fundação separada de Kościerzyna como uma cidade, que com o tempo absorveu a aldeia. Em 1440, a cidade se uniu à Confederação Prussiana e, após uma revolta contra os Cavaleiros Teutônicos em 1456, foi guarnecida pelas tropas aliadas de Gdansk. A falta de fortificações não permitiu uma defesa longa e a cidade foi recapturada pelas tropas da Ordem Teutônica. Em meados do século XV, a cidade tinha 300 habitantes. Eles se dedicavam principalmente à agricultura, mas também ao artesanato, à fabricação de cerveja, etc. Em 1462, os Cavaleiros Teutônicos foram expulsos da cidade e, após a conclusão da Paz de Toruń, Kościerzyna tornou-se a sede de um condado na voivodia da Pomerânia da Coroa Polonesa. O cargo de starosta era hereditário, sendo a função ocupada por representantes das famílias Denhof, Kostek e Wilkanowski. No século XVII, houve três incêndios que destruíram a cidade, a cidade foi saqueada por exércitos em marcha e uma epidemia dizimou os habitantes; em 1772, apenas 602 burgueses viviam aqui.

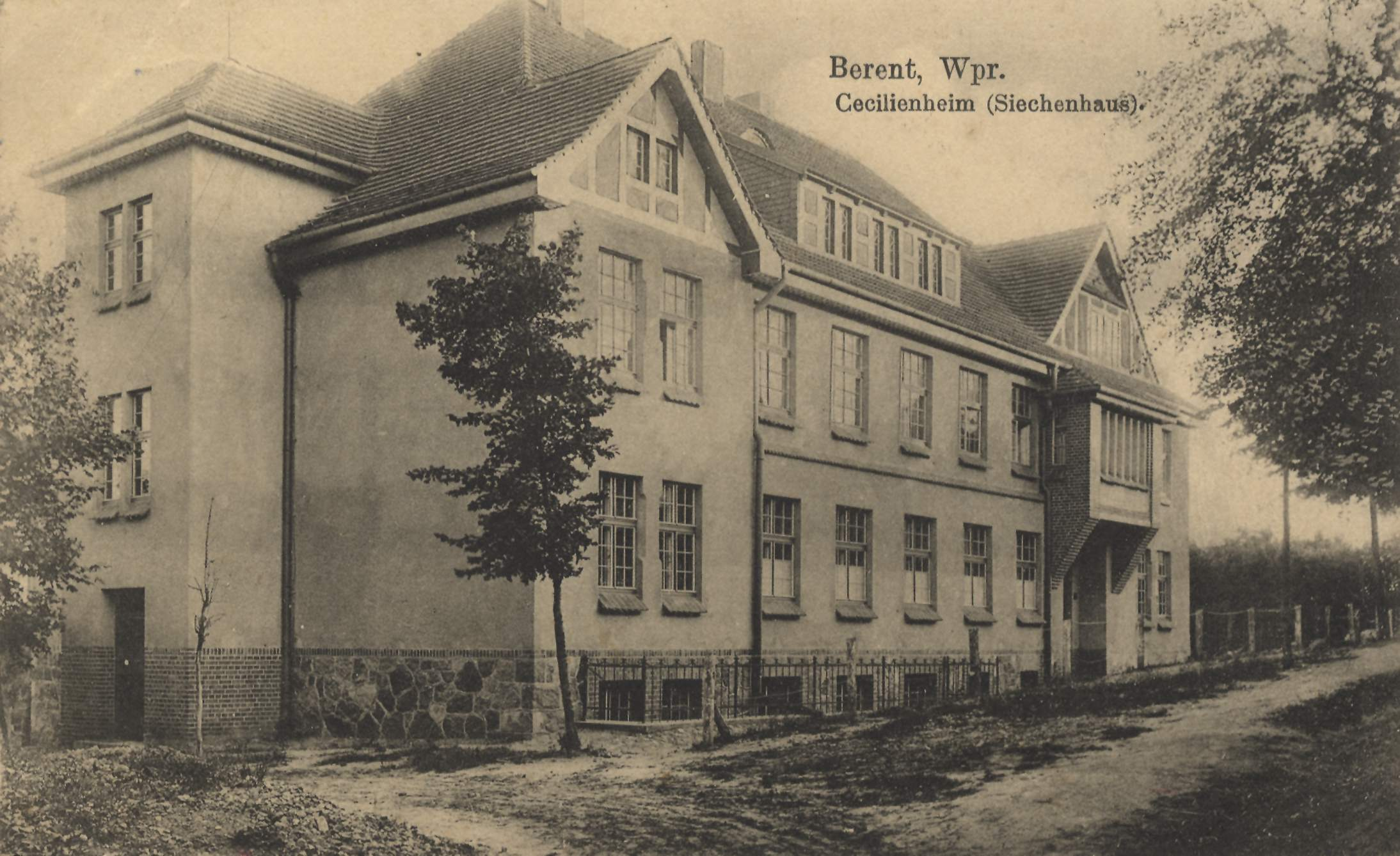
Cartão postal da época das partições

Até o século XIX, era o centro de uma região agrícola. A partir de 1775, foi a sede da administração florestal prussiana. Em 1818. Kościerzyna tornou-se a sede de um vasto condado (Landkreis Berent), e a população local de cassúbios, bem como os artesãos e funcionários da Alemanha, afluíram para a cidade. Havia uma escola para meninas, um seminário para professores e uma escola de gramática para homens. A partir de meados do século XIX, foi um importante centro polonês na Cassúbia e um local de desenvolvimento de ideias cassúbias; no início do século XX, desenvolveu-se o movimento dos jovens cassúbios.
No final de 1892, a cidade tinha uma população de 4 317 habitantes. Desse total (com base no idioma nativo): 2 366 cassúbios (2 336 católicos e 30 evangélicos), 1 471 alemães (180 católicos e 1291 evangélicos), 396 judeus, 80 poloneses e 4 pessoas de outras nacionalidades.

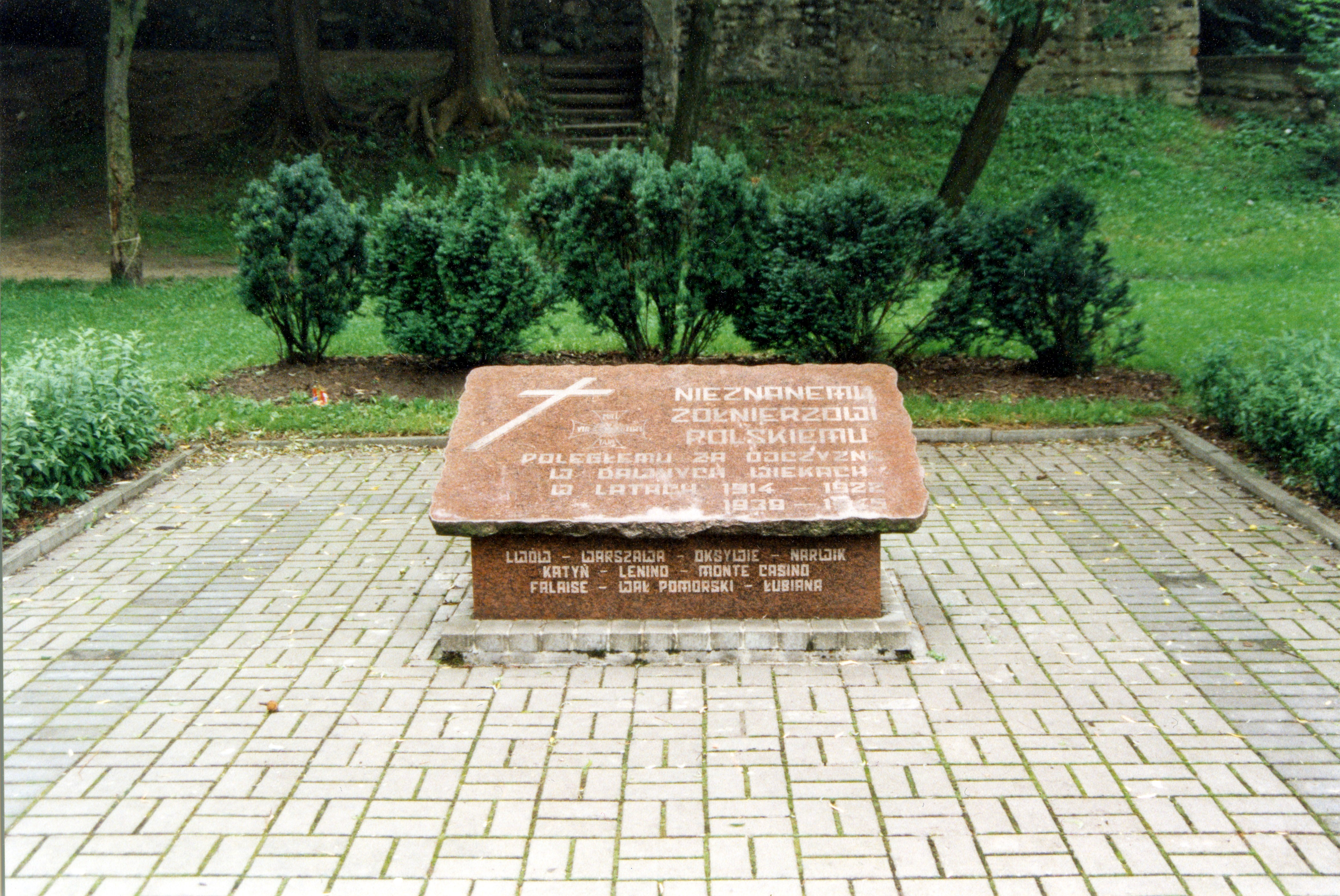
Monumento ao Soldado Polonês Desconhecido

Em 1919, durante a transferência de poder para a administração polonesa, uma unidade Grenzschutz foi desarmada e o prefeito alemão foi forçado a renunciar; em resposta, as autoridades alemãs ameaçaram bombardear a cidade. Segundo Marian Kallas, depois de alguns dias, os alemães cercaram a cidade e prenderam os ativistas poloneses. Os presos foram: Franciszek Piechocki, os irmãos Józef e Jan Toczek, Józef Kostka, e Jan Glock. Os detidos foram presos na fortaleza de Wisłoujście. O conflito foi resolvido com a entrada de uma divisão polonesa de Hallerianos no inverno de 1920. Na década de 1920, a cidade começou a ser visitada por turistas em grande número. Em 1931, a linha ferroviária para Żukowo foi reconstruída, tornando-a parte da chamada linha tronco de carvão (Alta Silésia-Gdynia). Também foram feitos preparativos para a construção de uma autoestrada do centro da Polônia, passando por Toruń até Gdynia, que passaria por Kościerzyna, mas esses planos foram frustrados pela eclosão da Segunda Guerra Mundial. Em meados da década de 1930, foi construída uma fábrica de produção de toucinho, que se transformou na Fábrica de Produtos de Carne de Kościerzyna.
Após a eclosão da Segunda Guerra Mundial, em 2 de setembro de 1939, a cidade foi ocupada pelos nazistas; o criminoso Günther Modrow tornou-se o starosta da ocupação e chefe da organização distrital do Partido Nacional-Socialista dos Trabalhadores Alemães; ele foi o principal instigador dos crimes em Skarszewy e o opressor da população local. Após a liquidação da intelligentsia, a população que havia morado na cidade depois de 1920 foi expulsa. Em janeiro de 1945, uma “marcha da morte” de prisioneiros de guerra do campo de prisioneiros Stalag XX B passou por Koscierzyna. Em 8 de março de 1945, o Exército Vermelho entrou na cidade, sem nenhuma grande destruição, mas o contato com os soldados soviéticos, que frequentemente saqueavam e estupravam a população local, injustamente tratada como alemã, ficou na memória dos habitantes.
Durante a República Popular da Polônia, a população aumentou com a construção de vários conjuntos habitacionais. Ao mesmo tempo, cuidou-se da cultura; em 1965, foi fundada a Câmara Regional (a segunda do país). Foi dada atenção ao hidromel cassúbio produzido aqui no passado. Após a guerra, a tradição da produção do hidromel foi continuada pela Wytwórnia Miodów Pitnych. Na década de 1980, foi iniciada a construção de um novo hospital (concluído em 1998); ele deveria ser uma base sanitária para a Tricidade em caso de uso de armas de destruição em massa.
Em 1992, foi criado uma comuna independente de Kościerzyna, excluindo a área da cidade da antiga comuna urbano-rural.

### Família Kostka
Ligada a Kościerzyna está a família Kostka do brasão de Dąbrowa, cujos representantes eram starostas de Kościerzyna: Stanisław Kostka (1540–1555), Krzysztof Kostka (1555–1594), Krzysztof junior Kostka (1594–1602), Anna Kostkowa de Pilecka (1602–1603).

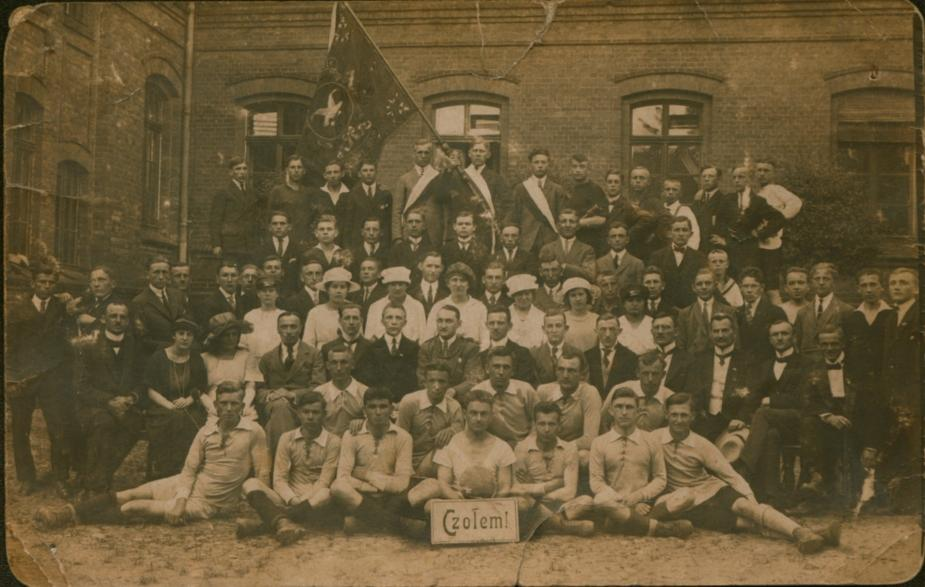
Diretoria e membros da Associação de Ginástica “Sokół” em Kościerzyna

Stanisław Bolesław Kostka, duas vezes delegado da Prússia Ocidental no parlamento de Berlim em 1907 e 1912, representando o condado de Grudziądz, nasceu em Kościerzyna. Depois que a Polônia recuperou sua independência, ele foi prefeito comissionado de Radzyń Chełmiński em 1920 e, em 1921, tornou-se o primeiro prefeito eleito de Świecie nad Wisłą, cargo que ocupou até 19 de janeiro de 1935.

### Filiação administrativa
- 1878–1920 – Província da Prússia Ocidental
- 1920–1939 – Voivodia da Pomerânia
- 1939–1945 – Círculo Imperial de Gdansk-Prússia Ocidental
- 1945–1975 – Voivodia de Gdansk (1945–1975)
- 1975–1998 – Voivodia de Gdansk (1975–1998)

## Demografia
Conforme os dados do Escritório Central de Estatística da Polônia (GUS) de 31 de dezembro de 2024, Kościerzyna é uma cidade pequena com uma população de 23 353 habitantes (15.º lugar na voivodia da Pomerânia e 181.º na Polônia), tem uma área de 15,9 km² (21.º lugar na voivodia da Pomerânia e 408.º lugar na Polônia) e uma densidade populacional de 1 472 hab./km² (17.º lugar na voivodia da Pomerânia e 132.º lugar na Polônia). Entre 2002–2024, o número de habitantes aumentou 0,6%.
Os habitantes de Kościerzyna constituem cerca de 32,34% da população do condado de Kościerzyna, constituindo 0,99% da população da voivodia da Pomerânia.
| Descrição                         | Total      | Total    | Mulheres   | Mulheres | Homens     | Homens   |
| --------------------------------- | ---------- | -------- | ---------- | -------- | ---------- | -------- |
| unidade                           | habitantes | %        | habitantes | %        | habitantes | %        |
| população                         | 23 353     | 100      | 12 107     | 51,8     | 11 245     | 48,2     |
| área                              | 15,9 km²   | 15,9 km² | 15,9 km²   | 15,9 km² | 15,9 km²   | 15,9 km² |
| densidade populacional (hab./km²) | 1 472      | 1 472    | 762,5      | 762,5    | 709,5      | 709,5    |

## Transportes

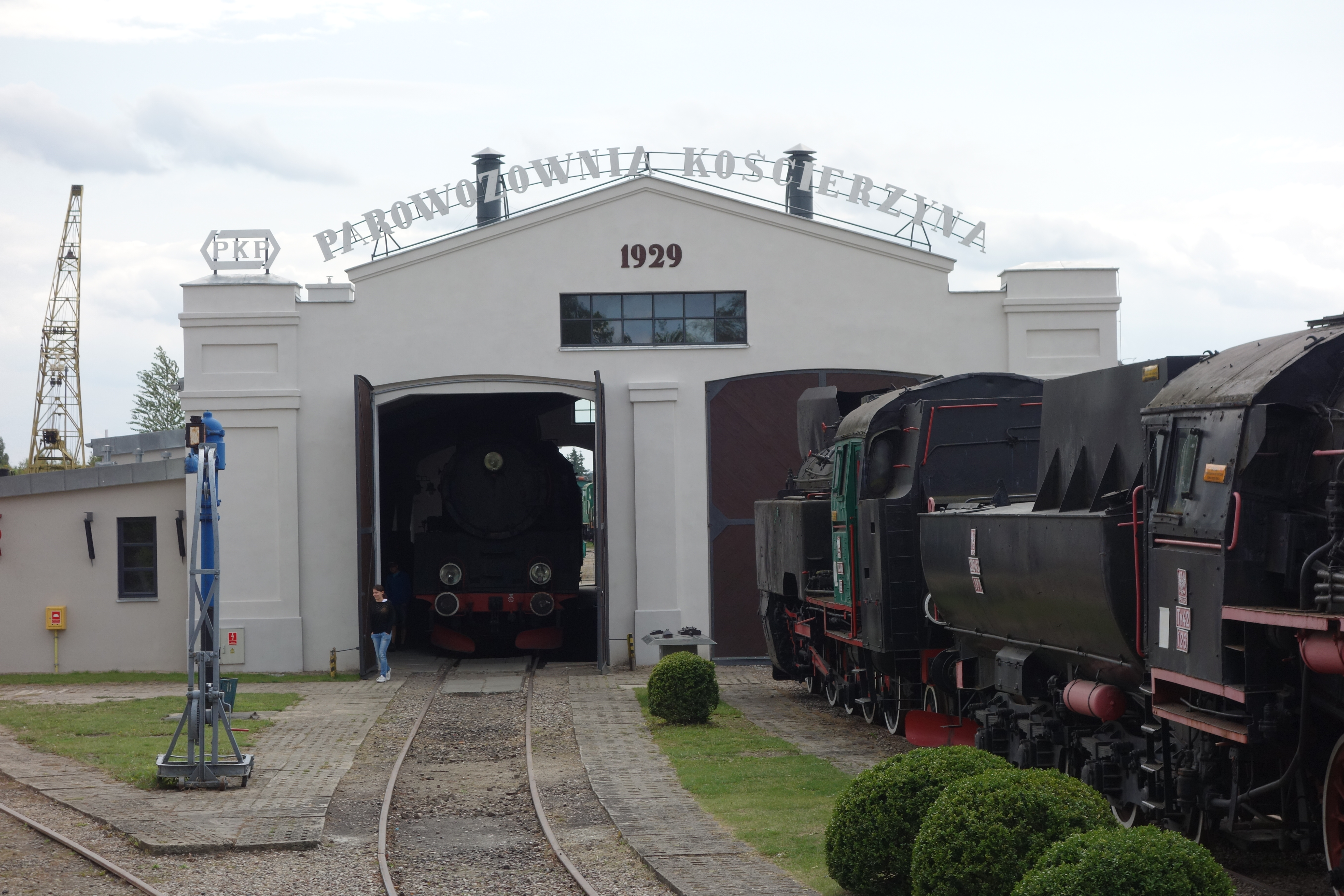
Museu Ferroviário em Kościerzyna

Kościerzyna é um importante entroncamento ferroviário e rodoviário local. As linhas de trem n.º 201 (Nowa Wieś Wielka — Gdynia), n.º 211 (para Chojnice) e, no passado, n.º 233 (para Pszczółki) se cruzam aqui, assim como a estrada nacional n.º 20 (de Stargard a Gdynia) com as estradas provinciais n.º 214 (de Łeba a Warluby) e 221 (de Gdansk).
A aproximadamente 10 km a oeste da cidade está a pista de pouso de Korne e a 27 km ao sul está a pista de pouso de Borsk.
Em 2010, uma pista de pouso sanitária foi colocada em funcionamento na rua Piechowskiego.
Em 2015, foi iniciada a construção de um desvio da cidade de 7,6 km ao longo da estrada nacional n.º 20, que deverá assumir aproximadamente 30 a 50% do tráfego de trânsito pela cidade. O desvio tem um traçado de 2+1 faixas (duas faixas em uma direção permanentemente separadas de uma na direção oposta). O projeto foi comissionado em 1 de outubro de 2017 e custou mais de 164 milhões de zlótis.
A partir de 1 de abril de 2015, o transporte público em funcionamento na cidade passou a ser gratuito para os passageiros.

## Monumentos históricos e atrações turísticas

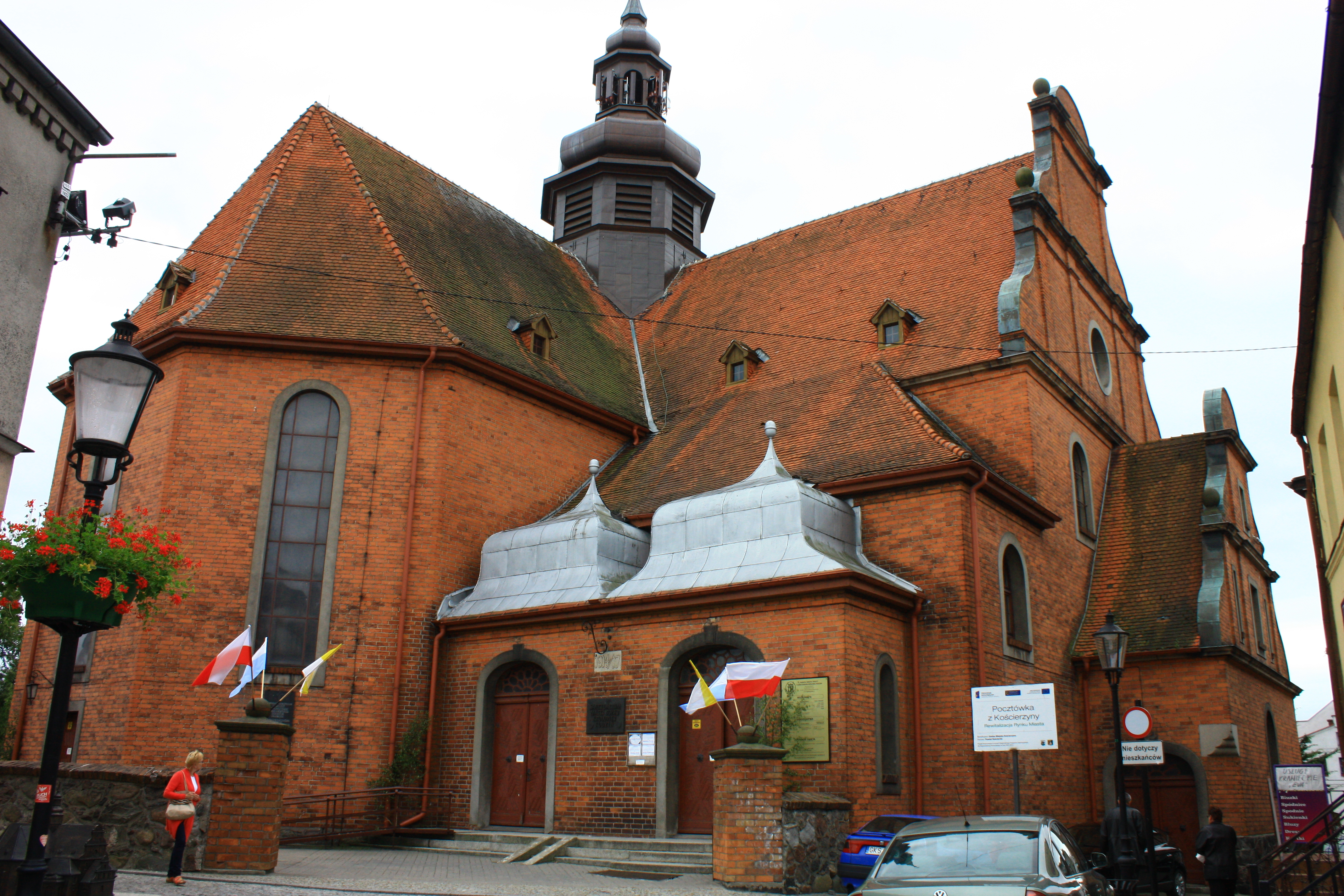
Igreja da Santíssima Trindade, com uma imagem de Nossa Senhora de Kościerzyna

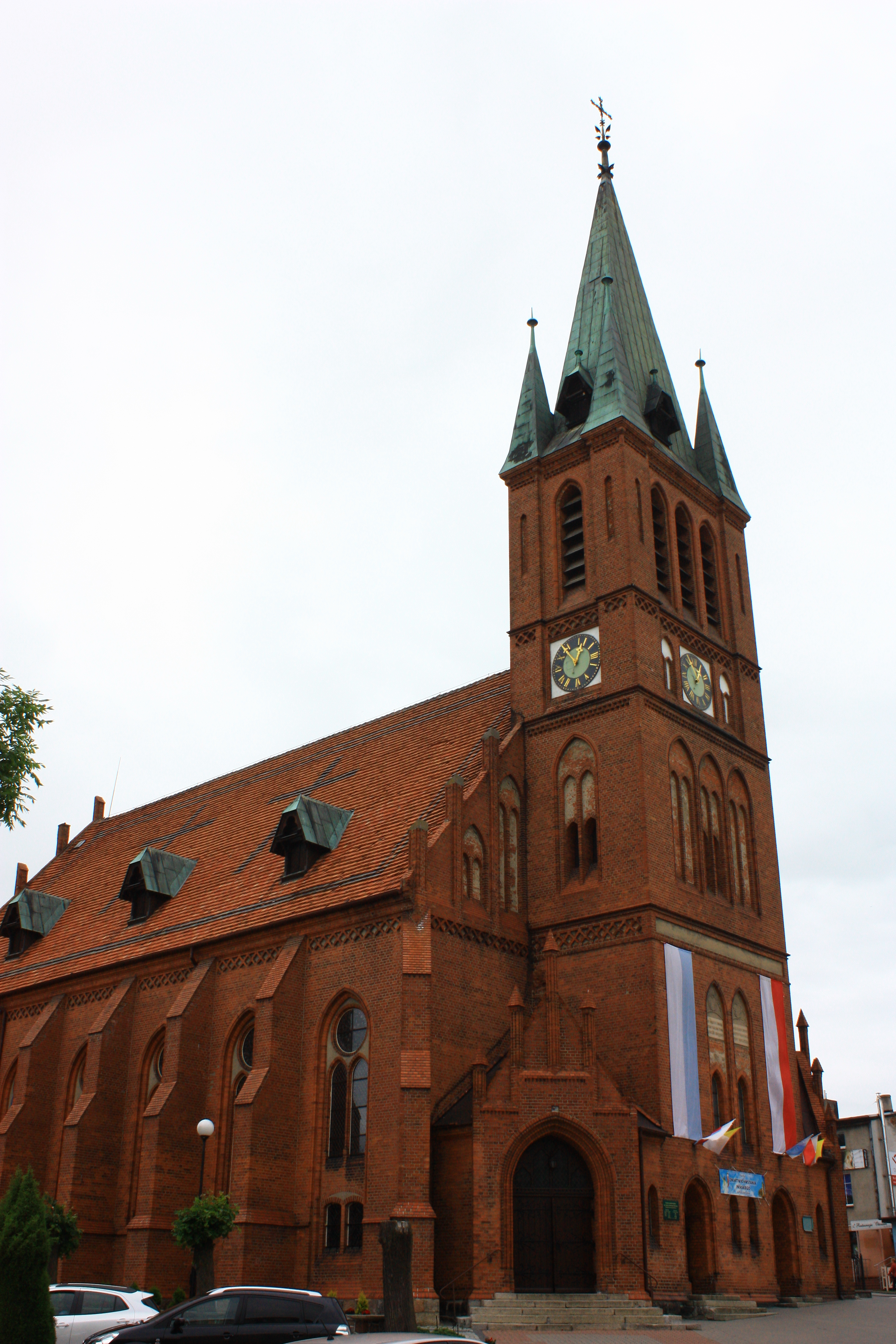
Igreja da Ressurreição

- Pietà de Kościerska de c. 1390 na capela das Irmãs Imaculadas, transferida de Chełmno.[19]
- Igreja paroquial da Santíssima Trindade — construída entre 1914 e 1917 em uma planta de cruz grega em estilo neobarroco. A igreja abriga a imagem milagrosa de Nossa Senhora de Kościerzyna, uma cópia de uma obra do século IX pintada em 1616.
- Monumento a Józef Wybicki por Wawrzyniec Samp de 1975.
- Antigo cemitério evangélico na rua 8 Marca; agora um parque residencial.
- Igreja dos Ressurreicionistas, construída entre 1892 e 1894, neogótica, até 1945 evangélica.
- Praça principal (traçado de rua da Idade Média; as casas da cidade, incluindo a prefeitura, são do século XIX).
- Monumento a Remus na Praça principal.
- Museu da Região de Kościerska e Museu do Acordeão na Praça principal.
- Prédio do Tribunal Distrital na rua Dworcowa.
- Prédio da antiga cervejaria, com a chaminé histórica na rua Miodowa (agora há um hotel e um centro comercial — Stary Browar Kościerzyna).[20]
- Edifício do Distrito Starosty na rua 3 de Maio.
- Instituição da Bem-Aventurada Virgem Maria dos Anjos, cujo reitor era o padre Jakub Żywicki (agora parte do prédio abriga a Escola primária n.º 1).
- Prédio dos correios na rua Dworcowa.
- Prédio do primeiro banco na rua Dworcowa.
- Estátua de Cristo Rei na rua Kaplicznej, sobre um pedestal, que antigamente era um memorial para os habitantes que morreram no exército prussiano na guerra com a França em 1871.
- Prefeitura neogótica do século XIX na praça principal.
- Prédio da estação ferroviária na rua Dworcowa.
- Rua Dworcowa com suas belas casas senhoriais e sobrados.
- Prédio das Escolas primárias n.º 1 e 2 e o Complexo Escolar Distrital n.º 2 (antigo seminário de professores).[21]
- Museu Ferroviário.[22]

## Cultura

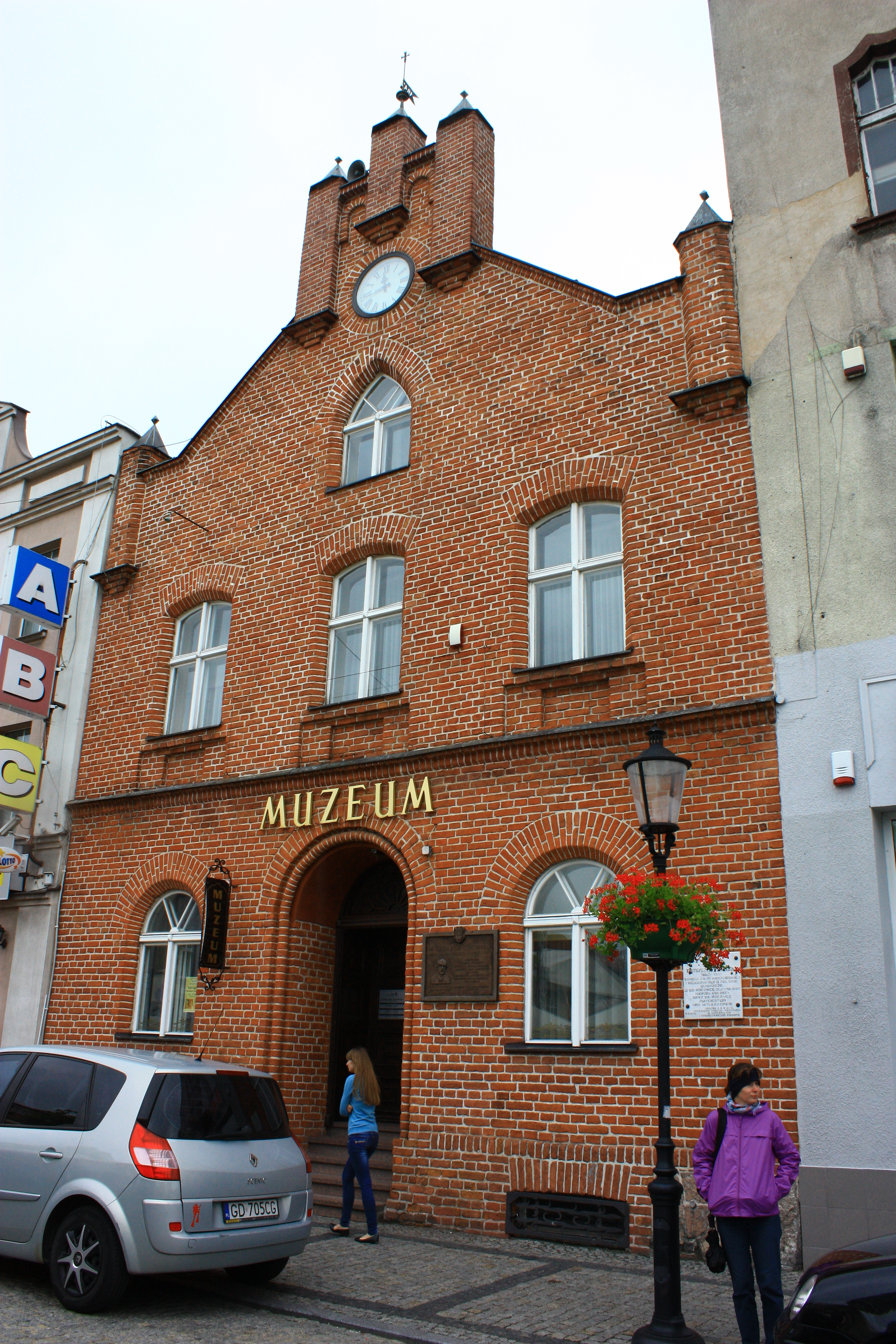
Prefeitura, atualmente o Museu da região de Kościerzyna

Em Kościerzyna, há o Centro Cultural e Esportivo Józef Wybicki, a biblioteca da cidade, o Museu da Terra de Kościerzyna, localizado na praça da cidade, em uma prefeitura de tijolos de 1843, e o Centro Cultural Cassúbio. Há também o Museu do Acordeão, o único na Polônia e um dos três na Europa, bem como o Museu Ferroviário de Kościerzyna e o Museu Exposição de Não-Explosivos da Primeira e Segunda Guerra Mundial. Uma atração adicional para os entusiastas da natação é a piscina AQUA Centrum em Kościerzyna. A reserva natural “Strzelnica”, com uma alameda de três fileiras com bordos e carvalhos de mais de 200 anos, leva à área do alojamento do guarda-florestal e à antiga sede da Fraternidade de Tiro de Cassúbia (agora o Centro Cultural Cassúbio “Strzelnica”). Uma exposição sobre a natureza na Comissão Florestal de Kościerzyna, com uma exibição de pássaros e animais artesanais em seu habitat natural, permite que os visitantes aprendam sobre a fauna e a flora da área de Kościerzyna e explorem a história da Comissão Florestal de Kościerzyna. O Centro Cultural Cassúbio vem organizando Festivais de Música de Câmara desde 2009.

## Educação

### Ensino fundamental

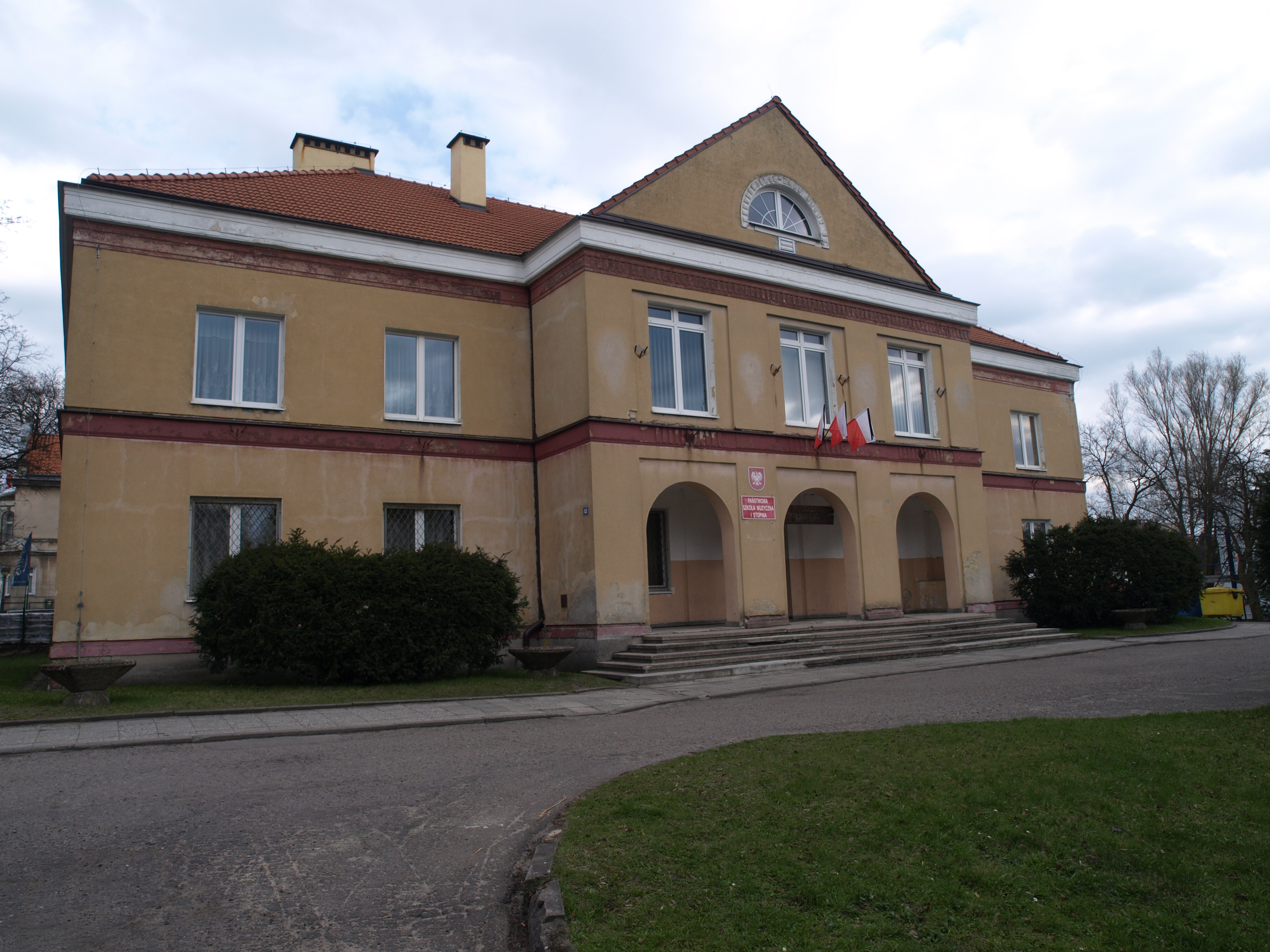
Escola primária estatal de música

- Escola primária n.º 1 Tadeusz Kościuszko[23]
- Escola primária n.º 2 Dr. Leon Heyke[24]
- Escola primária n.º 3 Francis Sedzicki[25]
- Escola primária n.º 4 Bohaterów Ziemi Kościerskiej[26]
- Escola primária n.º 6 Dr Bernard Sychta[27]
- Escola Especial e Centro Educacional Jan Brzechwa[28]
- Escola primária Estatal de Música Mazurka de Dąbrowski[29]
- Escola primária particular “Prymus”[30]
- Escola primária particular Montessori[31]
- Escola primária particular “Happy Kids”[32]

### Ensino médio
- Escola secundária geral n.º 1 Józef Wybicki[33]
- Complexo distrital de escolas n.º 1 “Ekonomik” (escola secundária e escola técnica)[34]
- Complexo distrital de escolas n.º 2 “Budowlanka” (escola secundária para adultos e escola técnica)[35]
- Escola preparatória para o trabalho
- Kashubian Education Centre “Vademecum” (escola secundária particular, escola profissionalizante e escola pós-secundária)[36]
- Escola pós-secundária e profissionalizante “Externus” com perfil médico[37]

### Ensino superior
- Escola Superior Pública de Humanidades “Pomerania” em Chojnice (departamento local em Kościerzyna)[38]

## Esportes

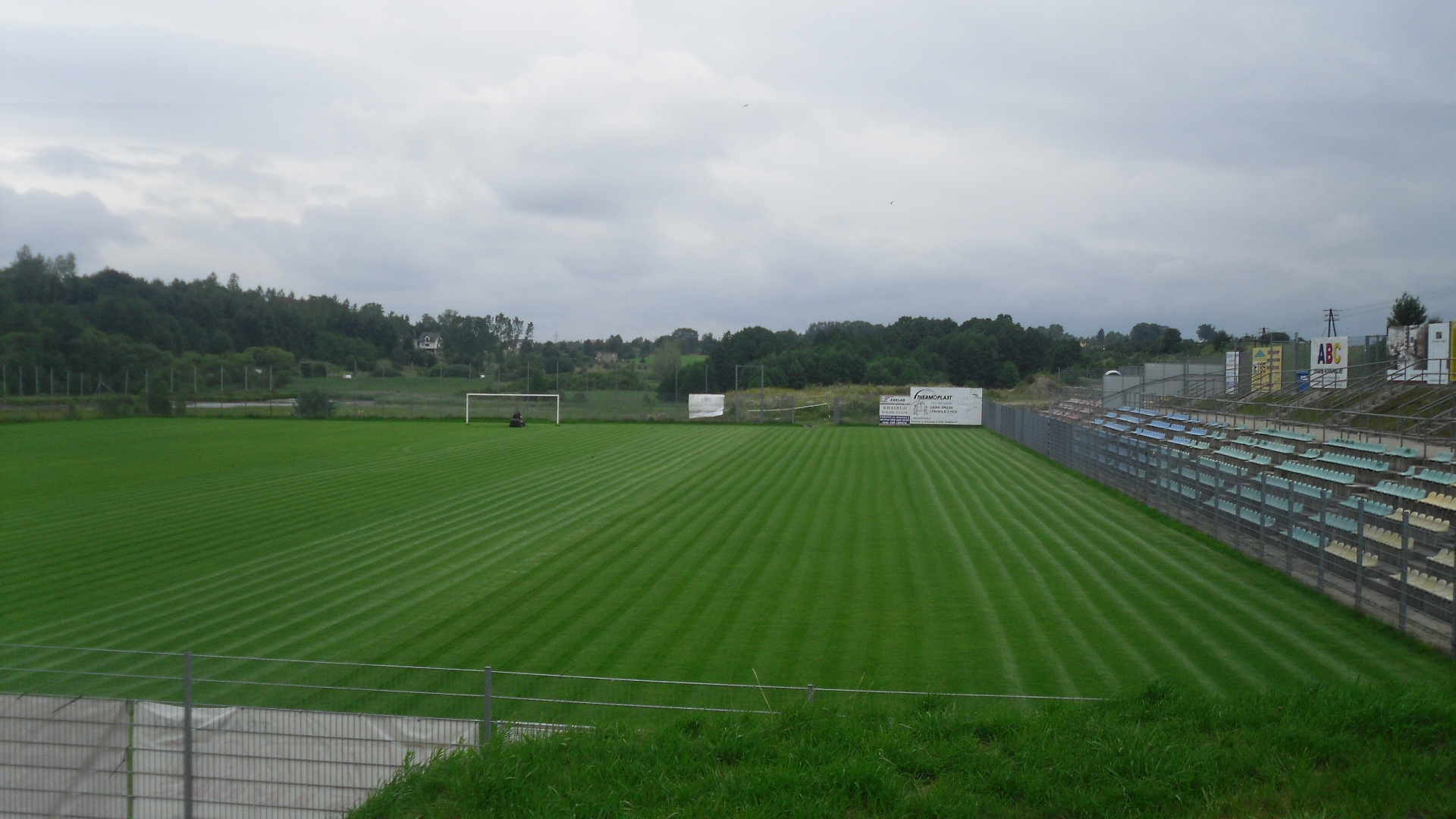
Estádio Municipal

- Kaszubia Kościerzyna — futebol masculino[39]
- UKS PCM Kościerzyna — handebol feminino[40]
- UKS Manta Kościerzyna — natação esportiva e natação com nadadeiras[41]
- KUKS Remus Kościerzyna — atletismo, basquetebol infantil[42]

## Assistência médica
- NZOZ Przychodnia Sp. z o.o.[43]
- Hospital Especializado em Kościerzyna Sp. z o.o.[44]

## Comunidades religiosas
Na cidade, as atividades religiosas são realizadas por:
- Igreja Católica de Rito Latino:
  - Paróquia de Jesus Cristo, Rei do Universo[45]
  - Paróquia da Santíssima Trindade[46]
  - Paróquia da Ressurreição[47]
- Igreja Pentecostal:
  - “Igreja para Todos”[48]
- Testemunhas de Jeová:
  - Igreja em Kościerzyna

Kościerzyna é a única cidade da Europa a ter dois santuários localizados em uma paróquia: Nossa Senhora de Kościerzyna, Rainha das Famílias e Nossa Senhora das Dores, Rainha dos Anjos.

## Comunas vizinhas
- Comuna de Kościerzyna (rural)